# Canal de Lachine
El canal de Lachine es un canal de navegación fluvial de Canadá construido en 1821-1825 para evitar los rápidos de Lachine en el río San Lorenzo.  De 13,4 km, desempeñó un papel muy importante en el desarrollo de Montreal.

## Historia

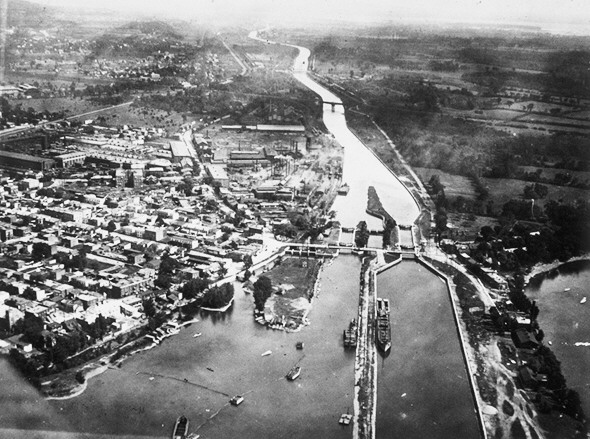
El canal de Lachine en 1920.

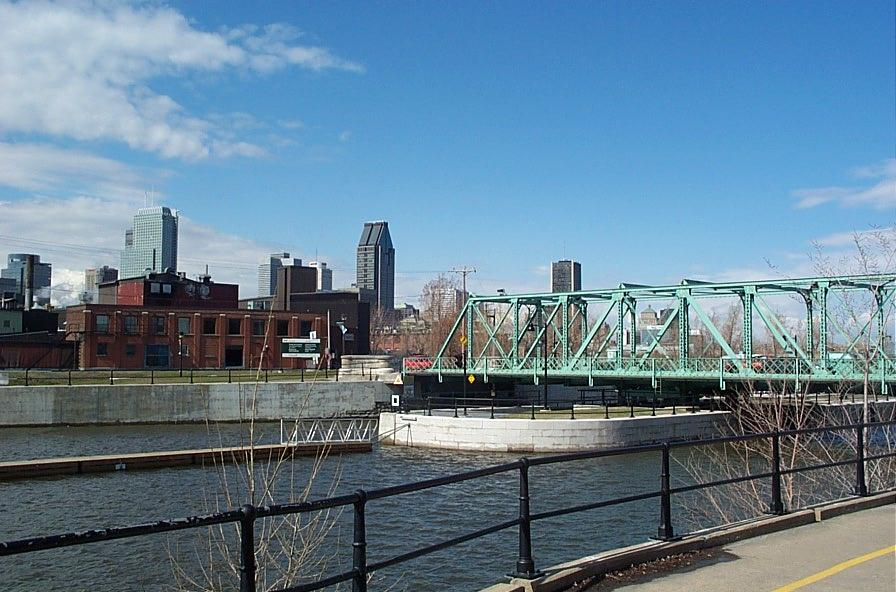
Vista parcial del canal, en dirección al centro de Montreal.

Desde 1689, el gobierno de la colonia francesa planificó un canal con el fin de rodear las cataratas de Lachine. Construido en 1825, se destinó a la navegación marítima para así evitar los peligrosos rápidos de Lachine. Contaba con cinco esclusas a lo largo de 13,4 km, que permitían franquear un desnivel de 18 metros. Desempeñó un papel muy importante para el desarrollo económico de Montreal, puesto que en aquella época, numerosas industrias se instalaron a lo largo del canal. Éstas, en su mayor esplendor, empleaban a cerca de 25 000 trabajadores.
Relegado a un segundo plano tras la inauguración de la vía marítima del San Lorenzo en 1959, es finalmente en 1970 cuando el canal cierra definitivamente sus puertas a la navegación. Numerosas industrias cercanas también fueron clausuradas y cerca de 20 000 personas acabaron en el paro.
Abierto a la navegación de recreo en 2002, hoy por hoy, el canal de Lachine se ha convertido en un lugar idóneo para ciertas actividades deportivas. Además, las inmediaciones de este han conocido desde hace algunos años una notable mejora debido a la construcción y también a la reconversión de antiguos edificios industriales en condominios.